# Тео Херманс
Тео Херманс (Theo Hermans; нар. 1948, Ассент, Бельгія) — бельгійський науковець, дослідник у галузі перекладознавства, професор нідерландської та порівняльної літератури в Університетському коледжі Лондона (UCL). Член-кореспондент Фламандської академії та почесний науковий співробітник Центру перекладу та міжкультурних досліджень Манчестерського університету. З жовтня 2006 року обіймає почесну посаду ад’юнкт-професора на кафедрі перекладу Китайського університету Гонконгу. Редактор наукового журналу Dutch Crossing: Journal of Low Countries Studies.

## Біографія
Тео Херманс здобув освіту в Гентському університеті, де вивчав англійську, німецьку та нідерландську мови. Згодом переїхав до Сполученого Королівства для навчання на магістерській програмі з літературного перекладу. Оскільки тоді в університеті не викладалася німецька мова, він розпочав докторські студії з порівняльного літературознавства в Університеті Ворика.
У 1973 році виїхав до Алжиру, де викладав англійську мову на факультеті іноземних мов Алжирського університету. Через два роки повернувся до Великої Британії, захистив докторську дисертацію та почав викладати у Бедфордському коледжі. З 1993 року працює в UCL.

## Наукові дослідження
Початкові дослідження Херманса стосувалися історії перекладу в Нідерландах. Значний вплив справила його редакторська праця The Manipulation of Literature (1985), у якій стверджувалося, що переклади мають бути визнані повноцінними літературними текстами, а перекладознавство — самостійною дисципліною. Ця праця започаткувала т. зв. маніпулятивну школу в перекладознавстві.
У своїх пізніших дослідженнях Херманс зосередився на ролі перекладача у перекладених текстах та на взаємодії між внутрішніми й зовнішніми нормами перекладацької діяльності. Він запропонував низку аналітичних інструментів для дослідження зв'язку між перекладом і структурами влади.
Також він використовував функціоналістський підхід до перекладу, зокрема, застосовував теорію соціальних систем Нікласа Лумана для опису перекладу як соціальної практики.
Разом із Жозе Ламбером, Гідеоном Турі та іншими, спирався на функціональну модель Ітамара Евен-Зохара, яка дозволила інтегрувати перекладознавство в ширший контекст культурного трансферу.
Херманс також досліджував метафору перекладу в контексті середньовічної літератури та Ренесансу, стверджуючи, що буквальні переклади були домінантною нормою в ті часи — цю думку підтримали такі дослідники, як Пітер Берк.

## Вибрані праці

### Автор
- Door eenen engen hals: Nederlandse beschouwingen over vertalen 1550–1670 (1996)
- Translation in Systems (1999)
- The Conference of the Tongues (2007)

### Редактор
- The Manipulation of Literature (1985)
- The Flemish Movement: A Documentary History 1780–1990 (1992)
- Vertalen historisch bezien (1995)
- The Babel Guide to Dutch and Flemish Fiction (2001)
- Crosscultural Transgressions (2002)
- Translating Others (2 томи, 2006)